# Naidaijin
Il Naidaijin (内大臣, Naidaijin), che letteralmente significa "ministro dell'interno", era un antico ufficio creato secondo il sistema Ritsuryō presso la corte imperiale giapponese dell'era Taihō (702). Un ufficiale di terzo grado, inferiore al sadaijin e udaijin, sempre pronto ad assistere uno degli alti ministri in questa gerarchia. Quando uno dei tre ministri del kugyō non può svolgere il suo lavoro, è il naidaijin che lo sostituisce. Il suo ruolo, rango e autorità variarono durante il periodo pre-Meiji della storia giapponese, ma in generale rimasero un posto significativo sotto il Codice Taihō.

## Storia

### Periodo pre-Meiji
L'ufficio di Naidaijin precedette il Codice Taihō del 701. Fujiwara no Kamatari fu la prima persona nominata alla carica nel 669. Dopo la nomina di Fujiwara no Michitaka nel 989, l'ufficio divenne permanente, classificandosi appena al di sotto di quello di Udaijin ("Destra Ministro") e Sadaijin ("Ministro di sinistra").
L'influenza del Naidaijin diminuì con quella del Daijō-kan nel suo insieme per tutto il periodo Heian, fino a quando il titolo divenne puramente cerimoniale.

### Periodo Meiji
Con la Restaurazione Meiji nel 1868, l'ufficio fu inizialmente abolito.
Nel 1869 l'imperatore riattivò le istituzioni del daijō-kan per stabilire un'amministrazione centralizzata basata sul modello moderno. L'istituzione del moderno gabinetto abolì il governo Dajō-kan, inclusi Udaijin e Sadaijin nel 1885, ma l'ufficio di Naidaijin fu abolito solo dopo la seconda guerra mondiale; il Naidaijin rimase fuori dal gabinetto come consigliere diretto dell'imperatore. Dato che era responsabile della custodia del sigillo imperiale e della promulgazione degli editti imperiali, il titolo da allora è inteso come Lord del sigillo imperiale. Era anche responsabile dell'organizzazione delle udienze imperiali e dell'accettazione delle petizioni.
L'ufficio del sigillo privato era identico al vecchio Naidaijin solo nel senso del titolo giapponese, non in termini di funzione o poteri.
La natura dell'ufficio si è ulteriormente evoluta nei periodi Taishō e Shōwa. Il titolo fu abolito il 24 novembre 1945.

## Lista dinaidaijin
1. Fujiwara no Yoshitsugu (777)
2. Fujiwara no Uona (777-781)
3. Fujiwara no Takafuji (900)
4. Fujiwara no Kanemichi (972-974)
5. Fujiwara no Michitaka (989-991)
6. Fujiwara no Michikane (991-994)
7. Fujiwara no Korechika (994-996)
8. Fujiwara no Kinsue (997-1017)
9. Fujiwara no Yorimichi (1017-1021)
10. Fujiwara no Norimichi (1021-1047)
11. Fujiwara no Yorimune (1047-1060)
12. Fujiwara no Morozane (1060-1065)
13. Minamoto no Morofusa (1065-1069)
14. Fujiwara no Nobunaga (1069-1080)
15. Fujiwara no Yoshinaga (1080-1082)
16. Fujiwara no Moromichi (1083-1099)
17. Minamoto no Masazane (1100-1115)
18. Fujiwara no Tadamichi (1115-1122)
19. Minamoto no Arihito (1122-1131)
20. Fujiwara no Munetada (1131-1136)
21. Fujiwara no Yorinaga (1136-1149)
22. Minamoto no Masasada (1149-1150)
23. Tokudaiji Saneyoshi (1150-1156)
24. Fujiwara no Koremichi (1156-1157)
25. Sanjō Kiminori (1157-1160)
26. Fujiwara no Motofusa (1160-1164)
27. Fujiwara no ? yoshi (1164-1165)
28. Fujiwara no Kanezane (1165-1166)
29. Taira no Kiyomori (1166-1167)
30. Fujiwara no Tadamasa (1167-1168)
31. Minamoto no Masamichi (1168-1175)
32. Fujiwara no Moronaga (1175-1177)
33. Taira no Shigemori (1177-1179)
34. Konoe Motomichi (1179-1182)
35. Taira no Munemori (1182-1183)
36. Tokudaiji Sanesada (1184-1186)
37. Kujō ? michi (1186-1188)
38. Fujiwara no Kanefusa (1190-1191)
39. Nakayama Tadachika (1191-1194)
40. Kujō Yoshitsune (1195-1196)
41. Konoe Iezane (1199)
42. Minamoto no Michichika (1199-1200)
43. Saionji ? (1205-1206)
44. Konoe ? (1207-1208)
45. Tokudaiji ? (1208-1211)
46. Kujō Michiie (1212-1214)
47. Minamoto no Sanetomo (1218)
48. Konoe ? (1218-1219)
49. Koga Michiteru (1219-1221)
50. Saionji Kintsune (1221-1222)
51. Kujō ? (1224-1227)
52. Konoe ? (1227-1231)
53. Saionji Saneuji (1231-1235)
54. Nijō Yoshizane (1235-1236)
55. Kujō Motoie (1237-1238)
56. ? (1240-1241)
57. Takatsukasa Kanehira (1241-1244)
58. Kujō Tadaie (1244-1246)
59. Tōin ? (1257-1258)
60. Konoe ? (1258-1261)
61. Takatsukasa ? (1262-1265)
62. Ichijō ? (1267-1268)
63. ? (1271-1275)
64. Konoe ? (1275-1288)
65. Koga ? (1288)
66. Takatsukasa ? (1288-1289)
67. Saionji Sanekane (1289-1291)
68. Kujō Moronori (1291-1294)
69. Koga ? (1297)
70. Takatsukasa Fuyu ? (1299-1302)
71. Ichijō ? (1302-1304)
72. Konoe ? (1305)
73. Konoe ? (1309-1313)
74. Tōin ? (1315-1316)
75. Ichijō Uchitsune (1318)
76. Rokujō ? (1319)
77. Takatsukasa Fuyu ? (1322-1324)
78. Konoe ? (1326-1330)
79. Koga ? (1330-1331)
80. ? (1331-1332)
81. Ichijō Tsunemichi (1335-1337)
82. Takatsukasa ? (1337-1339)
83. Konoe ? (1341- ?)
84. Koga ? (1356-1362)
85. Nijō ? (1366-1367)
86. Konoe ? (1375-1378)
87. Ashikaga Yoshimitsu (1381-1382)
88. Ichijō Tsunetsugu (1388-1394)
89. Kujō ? (1396-1399)
90. Konoe ? (1399-1402)
91. Nijō ? (1402-1409)
92. Ichijō Kaneyoshi (1421-1424)
93. Konoe ? (1426-1429)
94. Koga ? (1429- ?)
95. Ashikaga Yoshinori (1432)
96. Takatsukasa ? (1435-1438)
97. Konoe ? (1455-1457)
98. Ashikaga Yoshimasa (1458-1460)
99. Koga ? (1461-1464)
100. Kujō ? (1464-1465)
101. Takatsukasa ? (1468-1475)
102. Konoe (1475-1476)
103. ? (1485)
104. Ichijō Fuyuyoshi (1488-1493)
105. Koga ? (1497-1499)
106. Takatsukasa ? (1506-1507)
107. Konoe Nobutada (1580-1585)
108. Toyotomi Hideyoshi (1585-1586)
109. Tokugawa Ieyasu (1596-1603)
110. Toyotomi Hideyori (1603-1605)
111. Tokugawa Hidetada (1605-1606)
112. Tokugawa Iemitsu (1623-1626)
113. Tokugawa Ietsuna (1651-1653)
114. ? (1661)
115. Koga ? (1661- ?)
116. Koga ? (1791-1795)
117. Tokugawa Ieyoshi (1822-1837)
118. Tokudaiji Sanekata (1848-1849)
119. Sanjō ? (1857-1858)
120. ? (1858-1859)
121. Nijō Nariyuki (1859-1862)
122. Koga ? (1862)
123. Tokudaiji Kin'ito (1863)
124. Konoe Tadafusa (1863-1867)
125. Tokugawa Yoshinobu (1867-1868)